# العلاقات الغامبية الكوبية
العلاقات الغامبية الكوبية هي العلاقات الثنائية التي تجمع بين غامبيا وكوبا.

## مقارنة بين البلدين
هذه مقارنة عامة ومرجعية للدولتين:
| وجه المقارنة                                              | غامبيا       | كوبا                              |
| --------------------------------------------------------- | ------------ | --------------------------------- |
| المساحة (كم2)                                             | 11.30 ألف    | 109.88 ألف                        |
| عدد السكان (نسمة)                                         | 2.10 مليون   | 11.48 مليون                       |
| الكثافة السكانية (ن./كم²)                                 | 185.84       | 104.48                            |
| العاصمة                                                   | بانجول       | هافانا                            |
| اللغة الرسمية                                             | لغة إنجليزية | اللغة الإسبانية                   |
| العملة                                                    | دالاسي غامبي | بيزو كوبي، بيزو كوبي قابل للتحويل |
| الناتج المحلي الإجمالي (بليون دولار)                      | 1.01 مليار   | 87.13 مليار                       |
| الناتج المحلي الإجمالي (تعادل القوة الشرائية) بليون دولار | 3.34 مليار   |                                   |
| الناتج المحلي الإجمالي الاسمي للفرد دولار أمريكي          | 471          |                                   |
| الناتج المحلي الإجمالي للفرد دولار أمريكي                 |              |                                   |
| مؤشر التنمية البشرية                                      | 0.441        | 0.769                             |
| رمز المكالمات الدولي                                      | +220         | +53                               |
| رمز الإنترنت                                              | .gm          | .cu                               |
| المنطقة الزمنية                                           | 00           | 00                                |

## منظمات دولية مشتركة
يشترك البلدان في عضوية مجموعة من المنظمات الدولية، منها:
| علم المنظمة | اسم المنظمة                                 | تاريخ انضمام غامبيا | تاريخ انضمام كوبا |
| ----------- | ------------------------------------------- | ------------------- | ----------------- |
|             | منظمة التجارة العالمية                      | ?                   | ?                 |
|             | منظمة حظر الأسلحة الكيميائية                | ?                   | ?                 |
|             | الأمم المتحدة                               | 21 سبتمبر 1965      | 24 أكتوبر 1945    |
|             | الاتحاد الدولي للاتصالات                    | 27 مايو 1974        | 16 يناير 1918     |
|             | منظمة الشرطة الجنائية الدولية               | ?                   | ?                 |
|             | مجموعة دول أفريقيا والكاريبي والمحيط الهادئ | ?                   | ?                 |
|             | الاتحاد البريدي العالمي                     | ?                   | ?                 |
|             | يونسكو                                      | 1 أغسطس 1973        | 29 أغسطس 1947     |

## وصلات خارجية
- موقع وزارة الخارجية الغامبية
- موقع وزارة الخارجية الكوبية